# Sidraž
Sidraž je naselje u slovenskoj Općini Cerklju na Gorenjskem. Sidraž se nalazi u pokrajini Gorenjskoj i statističkoj regiji Gorenjskoj. 

## Stanovništvo
Prema popisu stanovništva iz 2002. godine naselje je imalo 36 stanovnika.